# 아파치 더비
아파치 더비(Apache Derby)는 IBM에서 기증한 cloudscape 소스 기반으로 아파치 소프트웨어 재단에서 개발 진행하고 있는 자바 기술로 구현된 관계형 데이터베이스 소프트웨어이다.

## 특징
- 자바 기술로 구현됨.
- API로 JDBC를 제공함. 특히, 10.2.2.0은 JDBC 4.0을 지원함.

## 같이 보기
- HSQLDB